# 金韩泉
金韩泉（韓語：김한샘，1995年12月31日—，游戏ID：GimGoon），韩国《英雄联盟》电子竞技运动员，曾任FPX电子竞技俱乐部上路选手，英雄联盟2019赛季全球总决赛冠军成员。
2021年12月27日，金韩泉在微博宣布正式退役，28日将举行退役仪式。